# Pseudolycaena adamsi
Pseudolycaena adamsi är en fjärilsart som beskrevs av Druce. Pseudolycaena adamsi ingår i släktet Pseudolycaena och familjen juvelvingar. Inga underarter finns listade.